# Опорный (посёлок)
Опо́рный — посёлок в Азовском районе Ростовской области.
Входит в состав Самарского сельского поселения.

## Население
| 1989 | 2002 | 2010 |
| ---- | ---- | ---- |
| 403  | →403 | ↘400 |

## История
Указом Президиума Верховного Совета РСФСР от 24 февраля 1988 года посёлку Донской зональной опытной станции присвоено наименование Опорный.

## Улицы
- ул. Жданова,
- пер. Зелёный,
- ул. Молодёжная,
- ул. Тоннельная,
- ул. Южная.